# Metropolitana di Mashhad
La metropolitana di Mashhad è la metropolitana che serve la città iraniana di Mashhad.

## Storia
Il primo tratto della metropolitana, lungo 24 chilometri per 24 stazioni, venne aperto all'esercizio il 10 ottobre  2011.